# Ньюрі (Південна Кароліна)
Ньюрі (англ. Newry) — переписна місцевість (CDP) в США, в окрузі Оконі штату Південна Кароліна. Населення — 199 осіб (2020).

## Географія
Ньюрі розташоване за координатами 34°43′32″ пн. ш. 82°54′49″ зх. д. / 34.72556° пн. ш. 82.91361° зх. д. (34.725435, -82.913642).  За даними Бюро перепису населення США в 2010 році переписна місцевість мала площу 0,77 км², з яких 0,76 км² — суходіл та 0,00 км² — водойми.

## Демографія
Згідно з переписом 2010 року, у переписній місцевості мешкали 172 особи в 83 домогосподарствах у складі 46 родин. Густота населення становила 225 осіб/км².  Було 108 помешкань (141/км²).
Расовий склад населення:
| - 96,5 % — білих - 0,6 % — азіатів |

До двох чи більше рас належало 2,9 %. Частка іспаномовних становила 0,6 % від усіх жителів.
За віковим діапазоном населення розподілялося таким чином: 18,0 % — особи молодші 18 років, 64,0 % — особи у віці 18—64 років, 18,0 % — особи у віці 65 років та старші. Медіана віку мешканця становила 39,0 року. На 100 осіб жіночої статі у переписній місцевості припадало 107,2 чоловіків;  на 100 жінок у віці від 18 років та старших — 95,8 чоловіків також старших 18 років.
Середній дохід на одне домашнє господарство  становив 38 207 доларів США (медіана — 43 426), а середній дохід на одну сім'ю — 38 207 доларів (медіана — 43 426). За межею бідності перебувало 15,9 % осіб, у тому числі 100,0 % дітей у віці до 18 років та 0,0 % осіб у віці 65 років та старших.
Цивільне працевлаштоване населення становило 74 особи. Основні галузі зайнятості: науковці, спеціалісти, менеджери — 39,2 %, будівництво — 36,5 %, роздрібна торгівля — 12,2 %, сільське господарство, лісництво, риболовля — 12,2 %.